# تادئوس آوتیسیان
تادئوس ادیکی آوتیسیان (ارمنی: Թադևոս Էդիկի Ավետիսյան؛ زادهٔ ۱۹ آوریل ۱۹۷۶) یک اقتصاددان، سیاستمدار اهل ارمنستان است که از تاریخ ۲۰۲۱ تا تاریخ ۲۰۲۶ سمت نمایندگی دوره هشتم مجلس ملی جمهوری ارمنستان را برعهده داشت.

## زندگی‌نامه
در ۱۹ آوریل ۱۹۷۶ ‏ در ایروان به دنیا آمد و از دانشگاه دولتی اقتصاد ارمنستان (۱۹۹۹) فارغ‌التحصیل شد. 